# Amaliada
Amaliada (gr. Αμαλιάδα) – miasto w Grecji, w zachodniej części półwyspu Peloponez, w administracji zdecentralizowanej Peloponez, Grecja Zachodnia i Wyspy Jońskie, w regionie Grecja Zachodnia, w jednostce regionalnej Elida. Siedziba gminy Elida. W 2011 roku liczyło 16 763 mieszkańców. Jest to ośrodek turystyczny.